# Missão Pedro Ferreira de Oliveira
A Missão Pedro Ferreira de Oliveira foi uma expedição enviada ao Paraguai que tinha o objetivo de fazer o governo paraguaio cumprir o tratado de 1850, que garantia a livre navegação nos rios Paraná e Paraguai.

## A Missão
O governo paraguaio de Carlos Antonio López, estava impedindo o tráfego de navios brasileiros pelos rios Paraná e Paraguai, deixando assim, a Província de Mato Grosso isolada, já que a forma mais rápida de chegar até lá era por meio de tais rios. Além disto, o presidente insultou o diplomata brasileiro Filipe José Pereira Leal, acusando o brasileiro de "dedicar-se à integra e à impostura em ódio ao Supremo Governo do Estado". 
Tendo em vista isto, uma força tarefa da Armada Imperial Brasileira com integrantes de um corpo diplomático do império foi enviada. A força tarefa foi comandada pelo almirante e diplomata brasileiro Pedro Ferreira de Oliveira. A força tarefa tinha por objetivo tirar satisfação com o governo paraguaio sobre o insulto ao diplomata brasileiro e negociar a livre navegação nos Paraná e Paraguai. 
Ao chegar próxima de Assunção, capital do Paraguai, soldados do exército paraguaio esperavam a esquadra brasileira e afirmaram que só permitiriam a passagem caso os brasileiros garantissem que a missão tinha objetivos pacíficos. Após intensas negociações, o diplomata brasileiro apresentou as exigências do governo imperial. 

### Exigências do Brasil
As exigências do Brasil eram as seguintes:
1º Reclamar uma satisfação pela ofensa feita ao Império na pessoa do seu encarregado de negócios, o Sr. Filipe José Pereira Leal.
2º Reclamar que o simples trânsito pelos rios Paraguai e Paraná, na parte em que suas águas pertencem à República, fosse franqueado aos navios e súditos brasileiros, como se acha estipulado no art. 3º do tratado de 25 de dezembro de 1850.
3º Celebrar, se o governo da República a isso se prestasse, os ajustes concernentes aos limites e à navegação e comércio entre os dois países em conformidade do art. 15 do mesmo tratado.
Apenas a primeira exigência foi cumprida, porém, as outras foram consideradas desnecessárias pelo diplomata brasileiro.

## Consequências
Por conta do desmerecimento do diplomata brasileiro com as outras exigências do governo imperial, Pedro Ferreira de Oliveira acabou sendo exonerado de suas funções ainda em 1855.
"Por aviso de 4 de junho de 1855 foi exonerado do comando da divisão naval do rio da Prata, e mandado recolher imediatamente a esta corte para dar conta do seu procedimento como plenipotenciário no ajuste das questões pendentes entre o Império e a República do Paraguai."
Além disto, negociações sobre a livre navegação nos rios Paraná e Paraguai foram iniciadas, já que o governo paraguaio temia que esta questão fosse iniciar um conflito bélico com o Império do Brasil, conflito este, que o Paraguai sabia que não venceria.